# Cimetière de Picpus
Cimetière de Picpus is een historische Parijse begraafplaats en voormalige kloostertuin der Augustinessen, gelegen in het 12e arrondissement. 

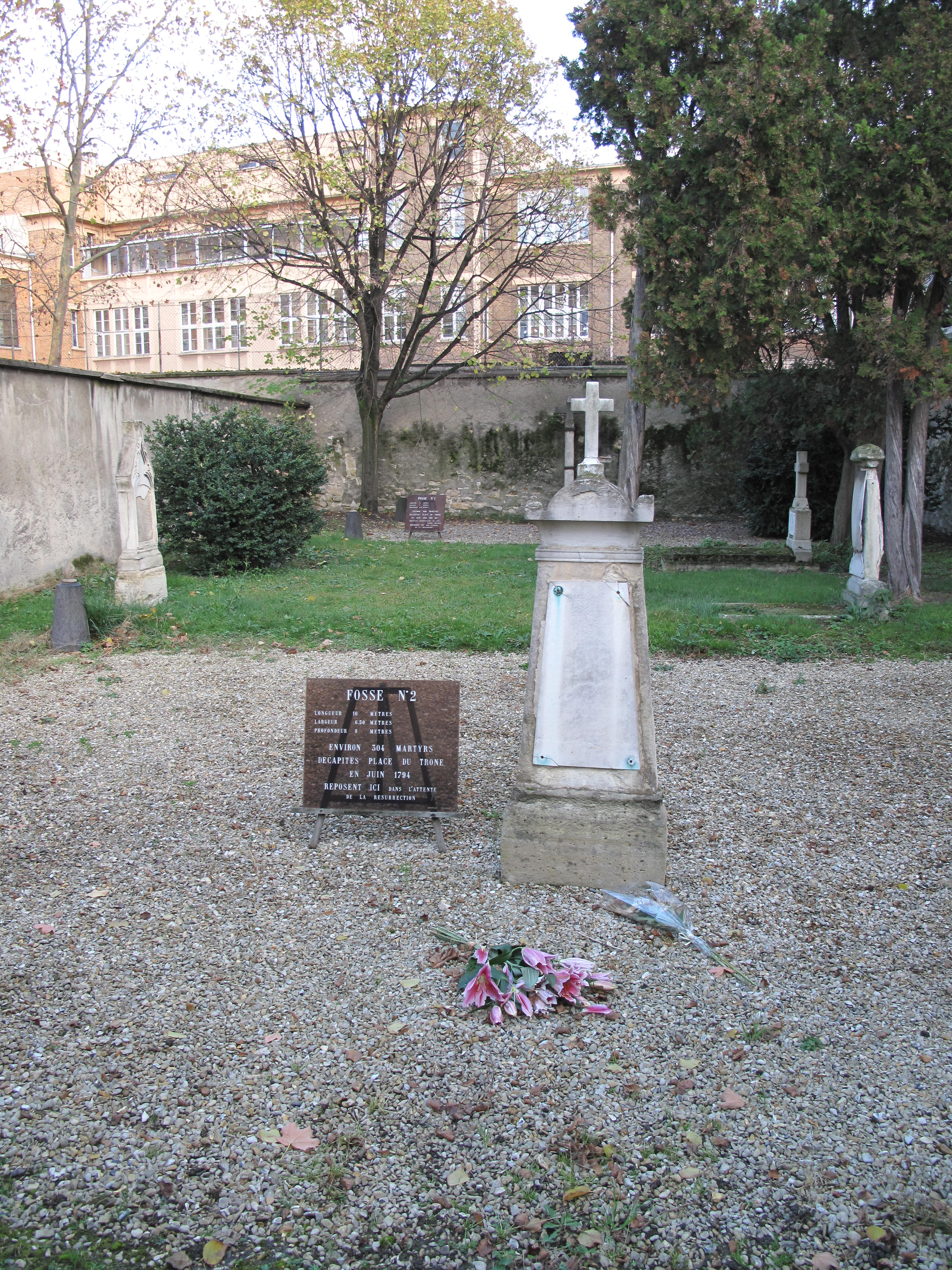
Picpus: de plaats van de massagraven, onder het grindveld.

Hier bevindt zich onder meer het graf van de Marquis de La Fayette, strijder voor de Amerikaanse Onafhankelijkheid. Vooral echter is dit de laatste rustplaats van de meer dan 1300 slachtoffers van de Terreur die vlakbij de huidige Place de la Nation met de guillotine waren omgebracht (14 juni tot en met 27 juli 1794) en vervolgens, niet ver van de executieplaats, in twee massagraven waren geworpen. Tot de slachtoffers behoren mensen uit alle rangen en standen, wier namen op grote gedenktafels in de kapel van de begraafplaats zijn aangebracht. Onder hen zijn ook de zestien Ongeschoeide Karmelietessen (heilige Martelaressen van Compiègne) aan wie de componist Francis Poulenc zijn opera Dialogues des Carmélites heeft gewijd.
- Library of Congress Control Number: n2001027152
- Virtual International Authority File: 132715104